# Марценюк, Сергей Николаевич
Сергей Николаевич Марценюк (1925 — 1998) — советский генерал-майор. Начальник Омского высшего общевойскового командного дважды Краснознамённого училища имени М. В. Фрунзе (1974—1986).

## Биография
Родился 29 декабря 1925 года в городе Дружковка Донецкой области.
В 1941 году после начала Великой Отечественной войны вслед за двумя старшими братьями в шестнадцать лет С. Н. Марценюк приписал себе два года и пошёл в регулярную армию. Но был уличён и отправлен на обучение в тыл и поступил на ускоренные курсы в Саратовское бронетанковое училище.
С августа 1943 по мая 1945 года участвовал в Великой Отечественной войне в составе танковой части 3-й гвардейской танковой армии. Боевое крещение получил на Курской дуге, воевал на 2-м Украинском фронте, участвовал в Корсунь-Шевченковской и Яссо-Кишинёвской наступательных операциях. За участие в этих операциях был награждён орденом Отетчественной войны 1-й степени. 
В 1945 году участвовал в Параде Победы на Красной площади в Москве.
С 1945 года служил в должностях — командир учебной роты, начальник штаба и командир танкового батальона в частях Туркестанского военного округа, ГСВГ, Ленинградском и Одесском военных округах. 
С 1964 года после окончания  Военной академии имени М. В. Фрунзе, был назначен командиром 357-го танкового полка, 28-й гвардейской Харьковской дважды Краснознамённой мотострелковой дивизии.
С 1966 года — командир 274-м учебным танковым полком,  92-й мотострелковой дивизии. С 1969 года — 
начальник отдела танковой подготовки Управления боевой подготовки  Одесского военного округа. Участвовал в разработке и осуществлении марш-броска по рекам с Южного Буга до Каспийского моря, где проводились международные учения армий стран-участников  Организации Варшавского договора. 
С 1970 по 1974 годы — командир 28-й гвардейской Харьковской дважды Краснознамённой мотострелковой дивизии Одесского военного округа.
С 1974 по 1986 годы — начальник Омского высшего общевойскового командного дважды Краснознамённого училища имени М. В. Фрунзе. 
В 1986 году уволен на пенсию. После увольнения работал в Одесском областном комитете гражданской обороны.
Умер 19 августа 1998 года в городе Одесса. Похоронен на центральной аллее Ново-Городского кладбища.

## Награды
- Орден Ленина (1965)
- Орден Красного Знамени (1968)
- Орден Отечественной войны I степени (1944)
- Три Ордена Красной Звезды (1958, 1974, ?)